# Tetjana Markus

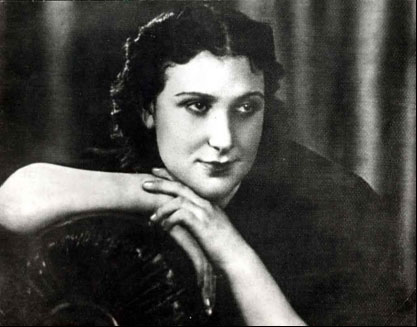
Tetjana Markus (1940)

Tetjana Jossypiwna Markus (ukrainisch Тетяна Йосипівна Маркус, russisch Татьяна Иосифовна Маркус Tatjana Iossifowna Markus; * 21. September 1921 in Romny, Gouvernement Poltawa, Ukrainische SSR; † 29. Januar 1943 in Kiew, Reichskommissariat Ukraine) war eine ukrainische Widerstandskämpferin gegen den Nationalsozialismus jüdischer Abstammung.

## Leben

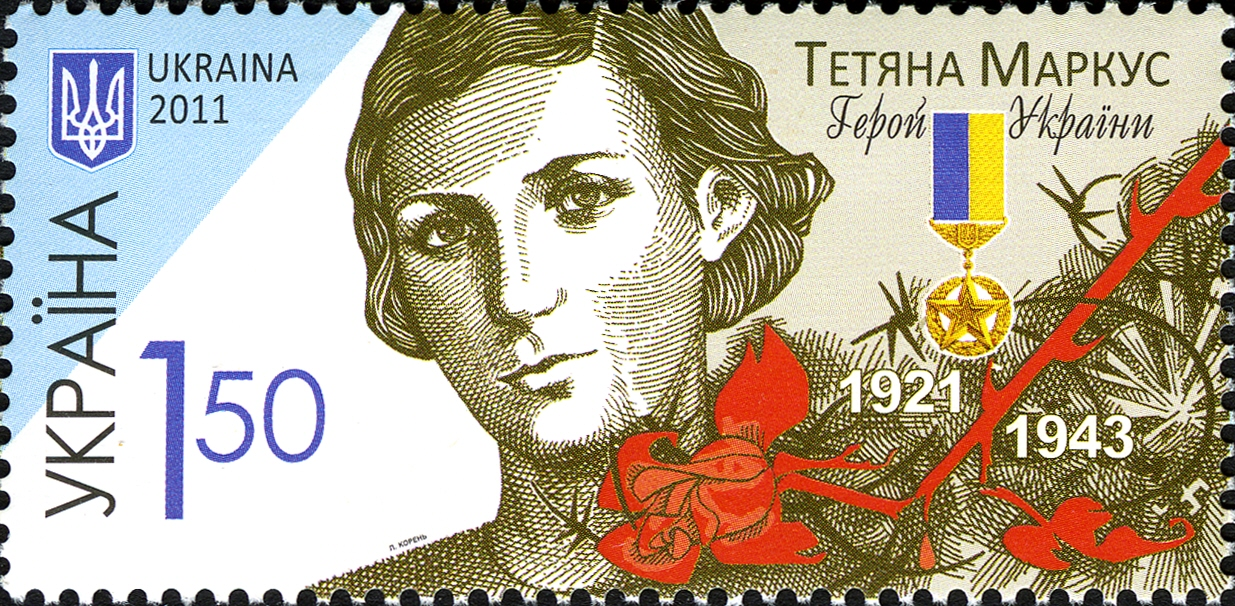
Ukrainische Briefmarke von 2011 mit ihrem Konterfei

Tetjana Markus kam im Schtetl der Stadt Romny in der heute ukrainischen Oblast Sumy als eines von sechs Kindern einer jüdischen Familie zur Welt. Die Familie zog in den 1920er Jahren nach Kiew, wo Tetjana die Schule Nr. 44 besuchte und von 1938 an als Sekretärin in der Personalabteilung des Personenverkehrsdienstes der Südwestlichen Eisenbahn arbeitete.
Im Juli 1940 schickte man sie, nachdem Chișinău von der Roten Armee besetzt und von der Sowjetunion annektiert wurde, dorthin, um bei einem Straßenbahn-Trolleybus-Unternehmen zu arbeiten. Ende Juni 1941 besetzte Rumänien die Moldauische SSR und so kehrte Tetjana Markus im Juli 1941 nach Kiew zurück.
In Kiew nahm sie, nachdem die Stadt am 19. September 1941 von Truppen der Wehrmacht besetzt wurde, aktiv am Untergrundkampf gegen die deutsche Okkupation teil. Ihre Familie wurde, von ihrem Vater abgesehen, nach Charkow evakuiert. Zunächst betrieb sie Agitation und Propaganda gegen die Deutschen, indem sie bei Versammlungen von Neuigkeiten an der Front berichtete, zum Widerstand gegen die Invasoren aufforderte und zur Sabotage gegen die deutschen Truppen aufrief. Nach einiger Zeit beteiligte sie sich auch an Sabotageakten gegen die Invasoren, war an deren Tötung beteiligt oder war auch selbst die Ausführende an Attentaten auf dutzende deutsche Soldaten, Offiziere und Kollaborateure.
So nahm sie einmal die Identität der Tochter eines georgischen Prinzen an, der von den Bolschewiki getötet wurde, um sich mit dieser vorgetäuschten, tragischen Hintergrundgeschichte als Gegner der Sowjets den Deutschen anzuschließen. Die junge, hübsche Frau gewann das Vertrauen einiger deutscher Beamter und so gelang es ihr Informationen zu sammeln, die den ukrainischen Untergrundkämpfern halfen, sie zu töten. Einmal arbeitete sie sogar in einer deutschen Offiziersmesse, lockte mehrmals Soldaten in abgelegene Gebiete und tötete sie.
Nachdem sie eine Vielzahl an Soldaten umgebracht hatte, startete die Gestapo eine Operation, um sie zu identifizieren und zu fangen. Am 22. August 1942 wurde Tetjana bei dem Versuch, den Dnepr zu überqueren, von der Gestapo verhaftet und anschließend brutal gefoltert. Man schlug sie bis zur Bewusstlosigkeit, goß anschließend Wasser über sie um sie erneut zu schlagen. Die Folterer legten ihr glühendes Eisen aufs Gesicht und die Brüste. Sie überstand die Torturen über fünf Monate, ohne jemanden zu verraten und wurde am 29. Januar 1943 im Alter von 21 Jahren in Babyn Jar, einer 2,5 km langen und 5 bis 30 m tiefen Schlucht im Kiewer Stadtgebiet, erschossen. Ihr Leichnam wurde mit den Körpern Zehntausender weiterer Opfer der deutschen Besatzung in die Schlucht geworfen. Im August und September 1943 gruben die Besatzer im Rahmen der Sonderaktion 1005 die Leichen wieder aus und verbrannten sie, um die Zeugnisse ihrer Verbrechen zu vernichten.

## Ehrungen
- Der Orden Heldin der Ukraine wurde Tetjana Markus am 21. September 2006 von Wiktor Juschtschenko, dem Präsidenten der Ukraine, posthum verliehen: „für ihren persönlichen Mut und heroisches Opfer, den Geist der Unbesiegbarkeit im Kampf gegen die Eindringlinge im Großen Vaterländischen Krieg 1941–1945“.[4][2]
- In Babyn Jar wurde am 1. Dezember 2009 in Anwesenheit des Kiewer Bürgermeisters Leonid Tschernowezkyj und der israelischen Botschafterin in der Ukraine, Syna Kalaj-Klajtman, ein Denkmal für Tetyana Markus ⊙ errichtet.[5]
- 2011 gab die ukrainische Post eine Briefmarke mit ihrem Konterfei heraus.
- An der von ihr besuchten Kiewer Schule Nr. 44 wurde ihr zum Gedenken eine Gedenktafel des Bildhauers Waleri Medwedew angebracht.[6][7]